# Tiocianat d'amoni
El tiocianat d'amoni és un compost inorgànic de fórmula química NH₄SCN. És la sal del catió amoni i l'anió tiocianat. És principalment emprat en la indústria tèxtil.